# جيريمياه كراب
جيريمياه كراب هو سياسي أمريكي، ولد في 1760 في مقاطعة فريدريك في الولايات المتحدة، وتوفي في 19 فبراير 1800 في Derwood, Maryland ‏ في الولايات المتحدة. نشط حزبياً في الحزب الفيدرالي الأمريكي. وقد انتخب عضو مجلس النواب الأمريكي ‏.